# ابوالقاسم لاهوتی
ابوالقاسم الهامی متخلص به لاهوتی یا لاهوتی‌خان (۲۰ مهر ۱۲۶۴ در کرمانشاه – ۲۵ اسفند ۱۳۳۵ در مسکو) شاعر، روزنامه‌نگار، نظامی و فعال سیاسی انقلابی کُرد اهل ایران بود. لاهوتی فعالیت خود را از دوران انقلاب مشروطه آغاز کرد و سپس در دههٔ ۱۹۲۰ میلادی به عضویت حزب کمونیست ایران درآمد. او در دوران رضاشاه تحت تعقیب قرار گرفت و غیاباً محکوم به اعدام شد، اما موفق شد فرار کرده و به شوروی بگریزد. لاهوتی دوران کودکی و جوانی خود را غالباً در ایران سپری کرد و در زمان انقلاب مشروطه (۱۹۰۵ تا ۱۹۱۱) و بعد از آن از پیشاهنگان شورش‌ها و مبارزات کارگری علیه استبداد بود. او در سال ۱۹۲۱ میلادی رهبری شورشی در تبریز را که به نام «شورش لاهوتی‌خان» مشهور است، به عهده داشت.
نام خانوادگی اصلی وی، «الهامی»، از نامه‌هایی که به برادرش می‌نوشت آشکار شد. وی افزون بر کردی به زبان‌های فارسی، فرانسوی، روسی، ترکی و انگلیسی مسلط بود و مدتی در ترکیه به چاپ نشریات ترکی و فرانسوی پرداخت.

## زندگی
لاهوتی در سال ۱۳۰۵ هجری قمری، برابر با ۱۲۶۴ خورشیدی در کرمانشاه به دنیا آمد. پدرش میرزا احمد الهامی شاعری مذهبی و از پیروان سلسلهٔ نعمت‌اللهی و مرید سید صالح ماهیدشتی (حیران علیشاه) بود از تویسرکان به کرمانشاه آمده‌بود و در آنجا به شغل گیوه‌کشی مشغول بود. مادر لاهوتی نیز چنان‌که خود در نامه‌ای به شخصی به نام عیسایف نوشته زنی کُرد از ایل قلخانی و پیروی دین یارسان بود.
وی نام مستعار ابوالقاسم لاهوتی را برای خود برگزید و نخستین اشعار وی در روزنامهٔ حبل‌المتین به چاپ رسید. او از نخستین کسانی است که قالب‌های شعری را درنوردید و به زبانی ساده و روان شعر گفت. از وی مجموعه‌ای شامل قطعه، غزل و مقداری تصنیف بر جای مانده‌است.
او در کرمانشاه روزنامه بیستون را منتشر می‌کرد. وی همچنین در سال ۱۲۹۶ (۱۹۱۷ میلادی) حزب فرقه کارگر را در شهر کرمانشاه بنیان‌گذاری کرد.
اوایل بهمن ۱۳۰۰، هزار و پانصد ژاندارم به فرماندهی سرهنگ سوئدی لوندبرگ همراه با ۱۰۰۰ چریک محلی به سرکردگی امیر ارشد حاجی علیلو، برای سرکوبی اسماعیل سیمیتقو، رئیس ایل شکاک، به سوی سلماس رفتند اما در نبردی که ۵ بهمن ۱۳۰۰ روی داد، نیروهای ژاندارمری شکست سختی خورده و به بندر شرفخانه عقب نشستند. امیر ارشد حاجی علیلو هم در این نبرد کشته شد. ناکامی و شکست در جنگ و ناخرسندی افسران ژاندارمری از طرح رضاخان برای ادغام ژاندارمری و نیروهای قزاق، به منظور یکپارچه کردن نیروهای مسلح ایران، سبب شد تا شماری از افسران ژاندارم، به رهبری یاور (سرگرد) ابوالقاسم لاهوتی، در شرفخانه به فکر کودتا بیفتند.
کودتای این افسران، با بازداشت سرگرد محمود پولادین، جانشین سرهنگ لوندبرگ و دستگیری ساعدالملک الهامی، حاکم شرفخانه، از روز ۷ بهمن ۱۳۰۰ عملاً آغاز شد. عصر همان روز گروهی از سواران ژاندارم راهی صوفیان شده و در طول راه خطوط تلفن، تلگراف و راه‌آهن را قطع کردند. مهدی‌قلی هدایت، والی (استاندار) آذربایجان، که روز فردای شورش از وقایع شرفخانه آگاه شده بود، در تدارک دفاع از تبریز برآمد اما نیروی ژاندارم در جنگ بر مدافعان شهر پیروز شد و پس از توقیف والی، کنترل اکثر نقاط شهر را به دست گرفت. وقتی خبر شورش لاهوتی به تهران رسید، رضاخان وزیر جنگ، به سرهنگ حبیب‌الله شیبانی فرمانده ژاندارمری اردبیل دستور داد به تبریز برود و شورشیان را سرکوب کند. در زد و خورد کوچکی که بین نیروی اعزامی از اردبیل و شورشیان در حومهٔ تبریز روی داد، سروان تورج میرزا، رئیس ستاد جنگ کودتاچیان کشته شد. روز ۱۹ بهمن ۱۳۰۰ نیروهای ژاندارمری اردبیل بر تبریز مسلط شدند و ابوالقاسم لاهوتی، همراه با چند تن دیگر از همدستانش، روز ۲۲ بهمن ۱۳۰۰ به شوروی گریختند. زمستان ۱۹۲۲ پس از این‌که شورش لاهوتی در تبریز شکست خورد، وی به همراه چند نفر به شوروی پناهنده شدند و ۱ سال در باکو و نخجوان سپری کردند و در ۱۹۲۳ به مسکو رفتند. همسر وی سیسیلیا که وی او را سلسله بانو می‌خواند، متولد کی‌یف اوکراین بود و چهار فرزند به نام لیلا، گیو، دلیر و عطیه داشتند.
ابوالقاسم لاهوتی مدتی را در قفقاز و مسکو به سر برد و در سال ۱۹۲۵ به تاجیکستان سفر کرد و از پایه‌گذاران ادبیات نوین در این جمهوری سابق شوروی تبدیل شد. ابوالقاسم لاهوتی سال‌های زیادی در تاجیکستان زیست و سال ۱۹۴۶ دیوان اشعارش را چاپ کرد. بعد از مدتی تاجیکستان را ترک کرد و در مسکو مقیم شد و ۱۰ سال بعد در مسکو درگذشت.
وی مدتی سِمَت وزیر فرهنگ و هنر تاجیکستان شوروی را برعهده داشت. در تاجیکستان تئاتر و اپرا را پایه‌گذاری کرد. وی همچنین معاون ماکسیم گورکی در هیئت رئیسهٔ کانون نویسندگان شوروی بود. به دریافت نشان لنین نیز نائل آمد.
لاهوتی برای مردم تاجیکستان اهمیت و احترام ملی بالایی دارد و خانهٔ وی در یکی از محله‌های خوب شهر دوشنبه که در جنگ جهانی دوم از بمباران در امان بوده به آثارخانه یا موزهٔ لاهوتی تبدیل شده و بر ورودی آن نوشته‌است «یک‌نفس در زندگانی فارغ از کوشش نبودم». جایزهٔ سالانهٔ اتحادیهٔ خبرنگاران تاجیکستان نیز به نام لاهوتی نام‌گذاری شده‌است. وی دربارهٔ تاجیکستان می‌گوید:
چون شنیدم کشوری با نام تاجیکستان شوروی هست که در آنجا آثار فردوسی و سعدی را خلق همچون در ایران من می‌خوانند و پاس می‌دارند و من از پرته (پارتی یا همان حزب کمونیست در زبان روسی) خواهش کردم که مرا به آنجا بفرستند.

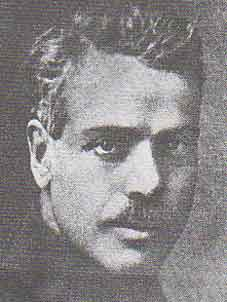
لاهوتی

وی مدت ۳۵ سال خارج از ایران زندگی کرد و هرگز به ایران بازنگشت و سرانجام در ۲۵ اسفند سال ۱۳۳۵ خورشیدی در مسکو درگذشت. وی در گورستان نووودویچی مدفون گشته‌است. به گفتهٔ پژوهشگران، او وصیت کرده بود که اگر در ایران انقلاب سوسیالیستی پیروز نشود، جسدش به تاجیکستان منتقل شود، ولی چنین نشد.

## آثار
او اولین شعرش را در سال ۱۸۹۹ سرود و با سه دیوان اشعار از شعرا و شخصیت‌های بزرگ تاجیکستان است و مجسمهٔ وی در کنار میرزا تورسون‌زاده بر روی ساختمان اتحادیهٔ نویسندگان تاجیکستان قرار دارد.
- سرود جمهوری شوروی سوسیالیستی تاجیکستان (سرود ملی تاجیکستان) در سال ۱۹۴۶ توسط ابوالقاسم لاهوتی سروده شد.
- کاوهٔ آهنگر (۱۹۴۷)
- قصیدهٔ کرملین (۱۹۲۳)
- تاج و بیرق (۱۹۳۵)
- مجموعه اشعار (۶۳–۱۹۶۰)
- دیوان لاهوتی، نشریات دولتی «ادبیات بدیعی»، ۱۹۳۹ در مسکو که در موزهٔ لاهوتی نگهداری می‌شود. «انعکاس دوره‌های مختلفی است از شروع به مبارزه برای مشروطیت ایران (۱۹۰۸) تا شرکت در ساختمان سوسیالیزم در س‌س‌س‌ر.» (CCCP سریلیک یا SSSR لاتین)[۱]
- ترجمهٔ شاهنامهٔ فردوسی به زبان روسی (Шахнаме) که با همکاری همسرش سلسله بانو انجام شد. در خانهٔ وی با نستعلیق درشت خطاطی شده‌است:[۱]

| رفیقان اگر چه نه من طوسی‌ام |  | ابوالقاسم اولاد فردوسی‌ام |

### یار مستچاهی
ترانهُ یار مستچاهی (کمرباریک یا یار تاجیک) مربوط به ۶۰ تا ۹۰ سال پیش در ۱۹۲۵ میلادی از سروده‌های لاهوتی است. به گفتهٔ همسر لاهوتی، یک بار که با دختری تاجیک در قطار همسفر بودیم دختر تاجیک گفت ما جوانان مست‌چاه وقتی عاشق و معشوق همدیگر را ملاقات می‌کنند با زبان شعر با هم صحبت می‌کنیم. این حرف انگیزه‌ای شد برای سرودن ترانهٔ یار مستچاهی

### سرود ملی تاجیکستان
در خانهٔ وی موزهٔ لاهوتی به ترتیب زیر خطاطی شده:
| چو دست روس مدد نمود                   |
| برادری خلق سُوِت (سویت) استوار شد       |
| ستارهٔ حیات ما شراره شد                |
| گذشته‌های پرافتخار ما                  |
| به جلوه آمدند و در دیار ما، دیار ما   |
| مستقل دولت تاجیکان برقرار شد          |
| ...                                   |
| به رسم ما، ز نسل ما                   |
| کسی نمی‌دهد امان، به خصم بی‌حیا         |
| ز خاندان سُوِتی نمی‌شود جدا              |
| یگانگی را به خود سپر کنیم             |
| به دشمنان همیشه ما ظفر کنیم، ظفر کنیم |
| زنده باد مُلک ما، نسل ما، اتحاد ما!    |

### مقالات
از ابوالقاسم لاهوتی مقالاتی نیز به جا مانده‌است که می‌توان به موارد زیر اشاره کرد:
- کردستان و کردها، در روزنامهٔ خاور نو، چاپ تبریز، شمارهٔ ۴، ۱۹۳۴.[۹]

## شعر
لاهوتی اصطلاحات و واژگانی را که تا پیش از آن راهی در شعر فارسی نداشت به زبان شعر وارد کرد. در شعر وی واژگانی از قبیل سوسیالیزم، فاشیسم، کالخوز، کامسومول، فابریک، کالکتیو، آیروپلان و … به وفور به چشم می‌خورد و افزون بر واژگان می‌توان استعاره‌ها و تشبیه‌های بی‌سابقه‌ای را نیز مشاهده نمود. در مجموع زبان شعر وی ساده، عامه فهم و نزدیک به زبان گفتار است، اما در غزل زبانی نزدیک به زبان رایج در ادبیات کلاسیک فارسی را به کار گرفته‌است.
لاهوتی برای بیان اندیشه‌های نو در وزن عروضی نیز دست به نوآوری می‌زند. در اشعار وی به سبب آشنایی وی با ادبیات اروپا گاه به اقتضای گفتگوهای بلند، مصراع‌ها کوتاه و قافیه‌ها جابه‌جا شده‌است.
به سبب همین نوآوری‌ها از لاهوتی به عنوان پیشگام شعر نوی فارسی یاد می‌شود و با توجه به تقدم زمانی وی بر نیما یوشیج، تجربه‌های نوآورانهٔ وی در شعر را نیز بر نیما مقدم شمرده‌اند.
لاهوتی خود را متأثر از میرزا علی‌اکبر طاهرزادهٔ صابر، شاعر ترک قفقازی می‌دانست. مضمون اصلی اشعار وی حمایت از رنجبران و مظلومان و دعوت آنان به تلاش و حرکت و حق‌طلبی است.

## نمونه‌ای از اشعار

### ترجمه
سرود انترناسیونال که به زبان‌ فرانسه سروده شده‌است اولین بار توسط لاهوتی به فارسی ترجمه شد.
برخیز، ای داغ لعنت‌خورده، دنیای فقر و بندگی!
جوشیده خاطر ما را برده به جنگ مرگ و زندگی.
باید از ریشه براندازیم کهنه جهان جور و بند،
آنگه نوین جهانی سازیم، هیچ‌بودگان هر چیز گردند.
روز قطعی جدال است، آخرین رزم ما.
انترناسیونال است نجات انسان‌ها.

## فعالیت روزنامه‌نگاری
ابوالقاسم لاهوتی در سال ۱۳۲۵ هجری قمری (۱۹۰۷ میلادی و ۱۲۸۶ هجری خورشیدی) روزنامهٔ بیستون را منتشر کرد. این روزنامه نخستین روزنامهٔ رسمی در کرمانشاه به‌شمار می‌آید. در سفر دوم خود به استانبول، پس از شکست مؤتلفین، مجلهٔ پارس را که دوزبانهٔ فارسی-فرانسوی بود منتشر کرد. لاهوتی خود سردبیری بخش فارسی را بر عهده داشت.
لاهوتی همچنین با روزنامه‌های دیگری مانند خاور نو چاپ تبریز همکاری داشته‌است.

## یادبود
تئاتر دولتی آکادمی دراماتیکی تاجیکستان در خیابان رودکی شهر دوشنبه پایتخت این کشور برای بزرگداشت ابوالقاسم لاهوتی، به نام وی تئاتر لاهوتی نام‌گذاری شده‌است. این تئاتر نخستین تئاتر دولتی آکادمی درام تاجیک بوده، که در تاریخ ۷ نوامبر سال ۱۹۲۹ تأسیس شده‌است.
همچنین بخش کتاب‌های فارسی کتابخانهٔ ملی تاجیکستان در شهر دوشنبه نیز در بزرگداشت وی با نام «کتابخانهٔ ابوالقاسم لاهوتی» نام‌گذاری شده‌است.
همچنین دو مجسمه از ابوالقاسم لاهوتی در شهر دوشنبه پایتخت تاجیکستان نصب شده‌است که یکی از آن‌ها در کنار تئاتر لاهوتی در خیابان رودکی، و دیگری بر روی دیوار ساختمان اتحادیه نویسندگان تاجیکستان در دوشنبه قرار دارد.
دولت خدانظرف در سال ۱۹۸۸ زندگی ابوالقاسم لاهوتی کرمانشاهی را در فیلم مستندی به نام استاد به تصویر کشید. تهیه‌کنندهٔ این فیلم تاجیک فیلم و زبان آن روسی بود. در دقایقی از این فیلم، آواز و اشعاری با صدای لاهوتی پخش می‌شود.

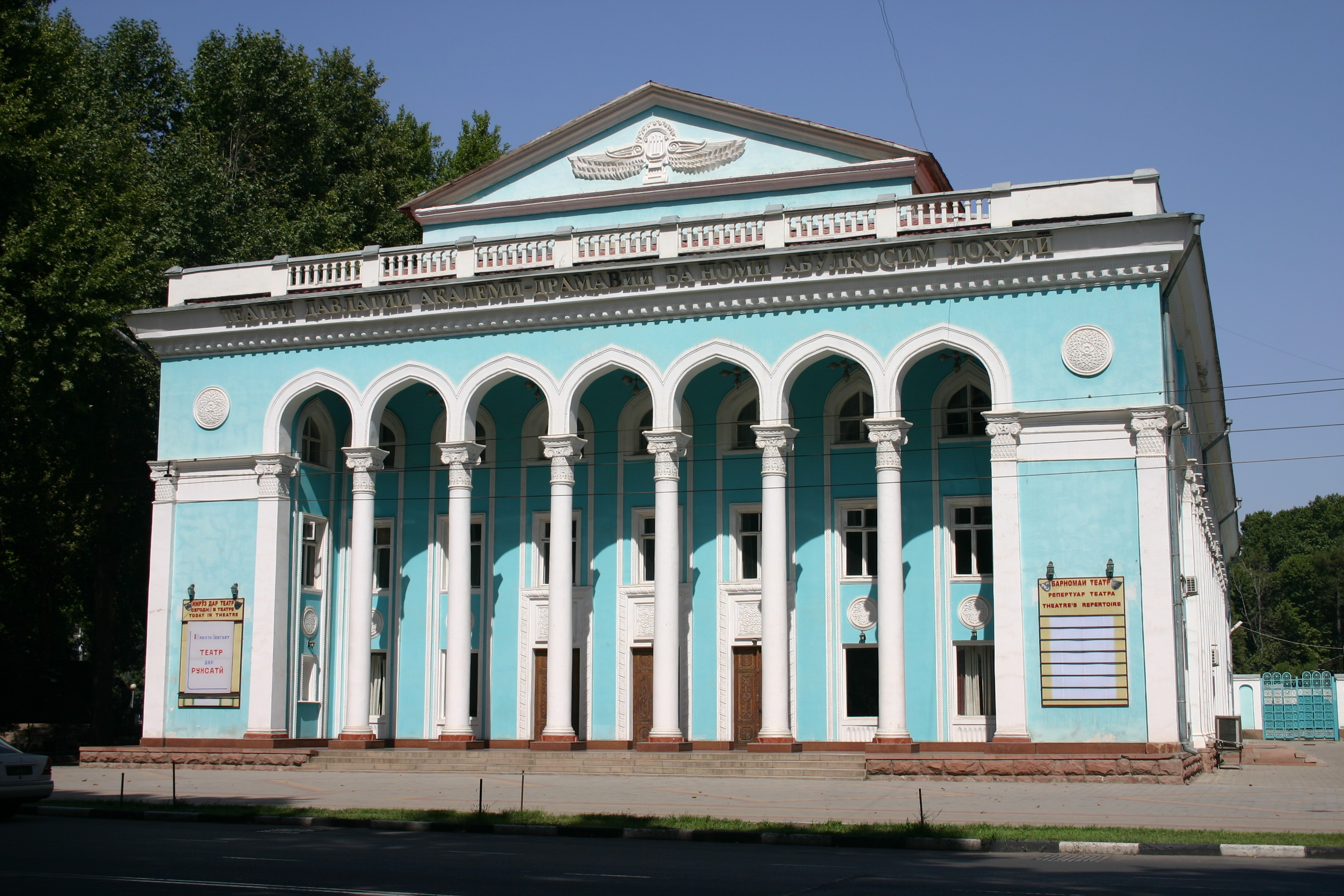
نمایی از «تئاتر دولتی آکادمی دراماتیکی تاجیکستان» در دوشنبه که به نام ابوالقاسم لاهوتی نام‌گذاری شده‌است.
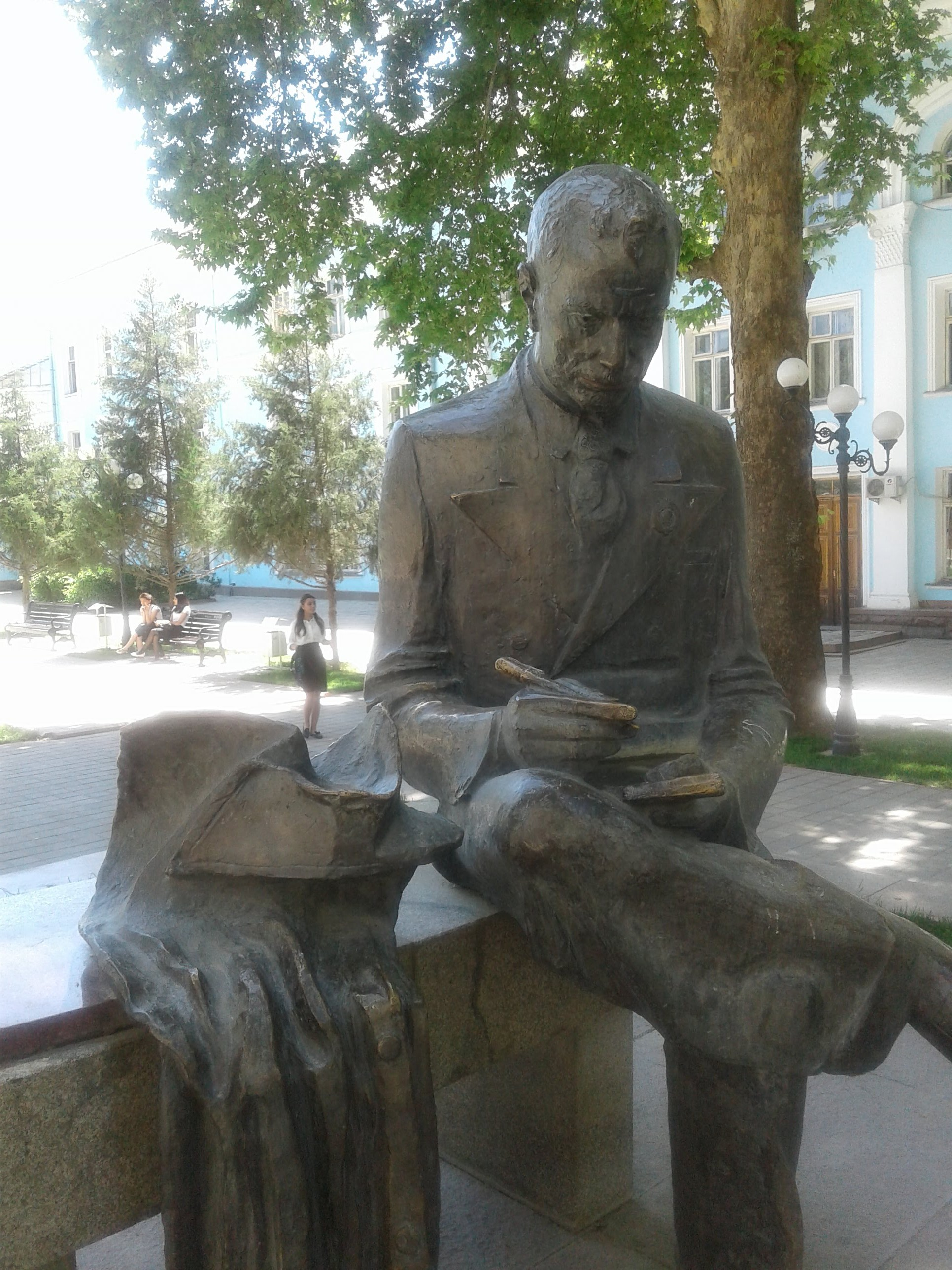
مجسمهٔ ابوالقاسم لاهوتی در محوطهٔ «تئاتر دولتی آکادمی دراماتیکی تاجیکستان»
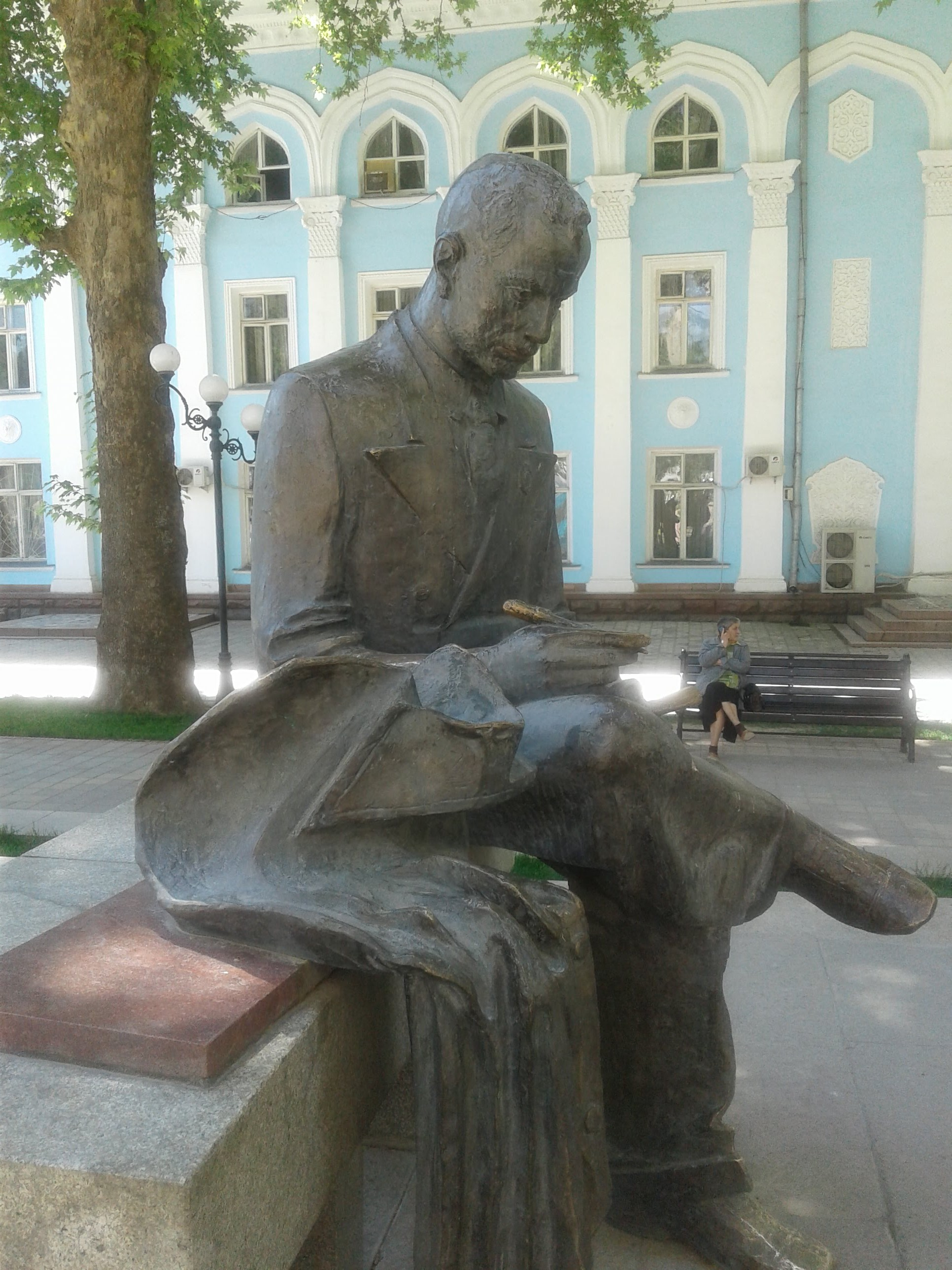
مجسمهٔ ابوالقاسم لاهوتی در محوطهٔ «تئاتر دولتی آکادمی دراماتیکی تاجیکستان»
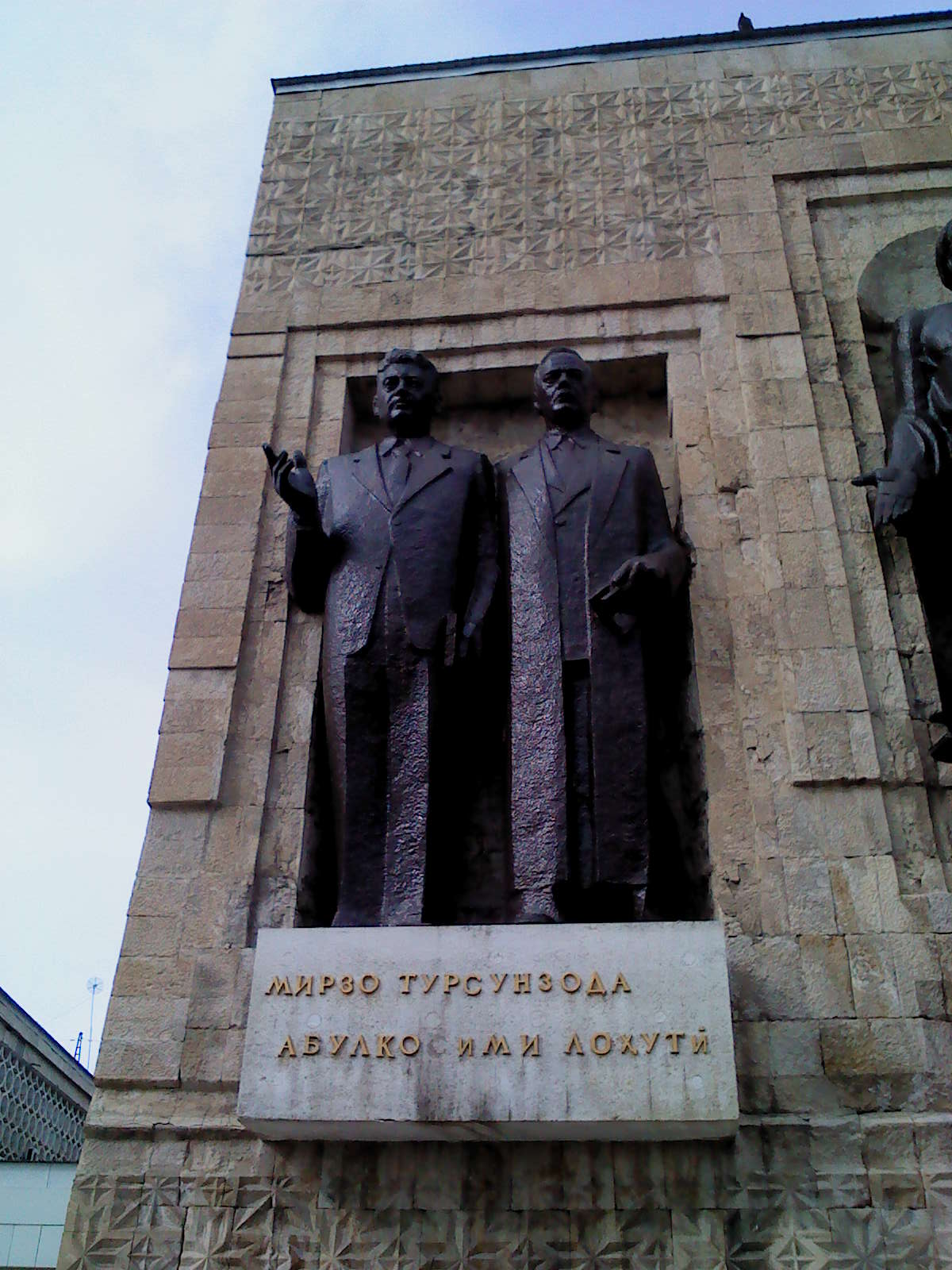
مجسمه لاهوتی در کنار میرزا ترسون‌زاده بر روی ساختمان اتحادیه نویسندگان تاجیکستان